# Wind Seekers
Wind Seekers is een attractie bedoeld voor de hele familie in pretpark Walibi Holland te Biddinghuizen. De attractie maakt deel uit van het familiegebied Speed Zone Off Road en werd in 2023 gebouwd door Zamperla. Het gebied beslaat de voormalige locatie van de kartbaan, die sinds 2018 gesloten is vanwege een ongeluk. Naast Wind Seekers zijn er andere attracties in dit gebied, waaronder de familieachtbaan "Eat my Dust" en fonteinen genaamd "Cooldown".
Wind Seekers is een zogenaamde 'Magic Bikes'-attractie. Aan de draaimolen zitten fietsen bevestigd die lijken op een soort vliegtuigje. De snelheid waarmee men trapt bepaalt de hoogte die de fiets kan halen.
Afbeeldingen · Lijst van attracties